# Basilique-cathédrale de l'Assomption-de-la-Bienheureuse-Vierge-Marie de Lviv
Cette  cathédrale et basilique ne doit pas être confondue avec une autre cathédrale de Lviv.
La basilique-cathédrale de l'Assomption-de-la-Bienheureuse-Vierge-Marie (en ukrainien : Архікафедральна базиліка Успіння Пресвятої Діви Марії), le plus souvent simplement appelée la Cathédrale Latine est une basilique catholique située dans le quartier de la vieille ville de Lviv, en Ukraine. Elle dépend de l'archidiocèse de Lviv, diocèse de l'Église catholique romaine en Ukraine.

## Galerie

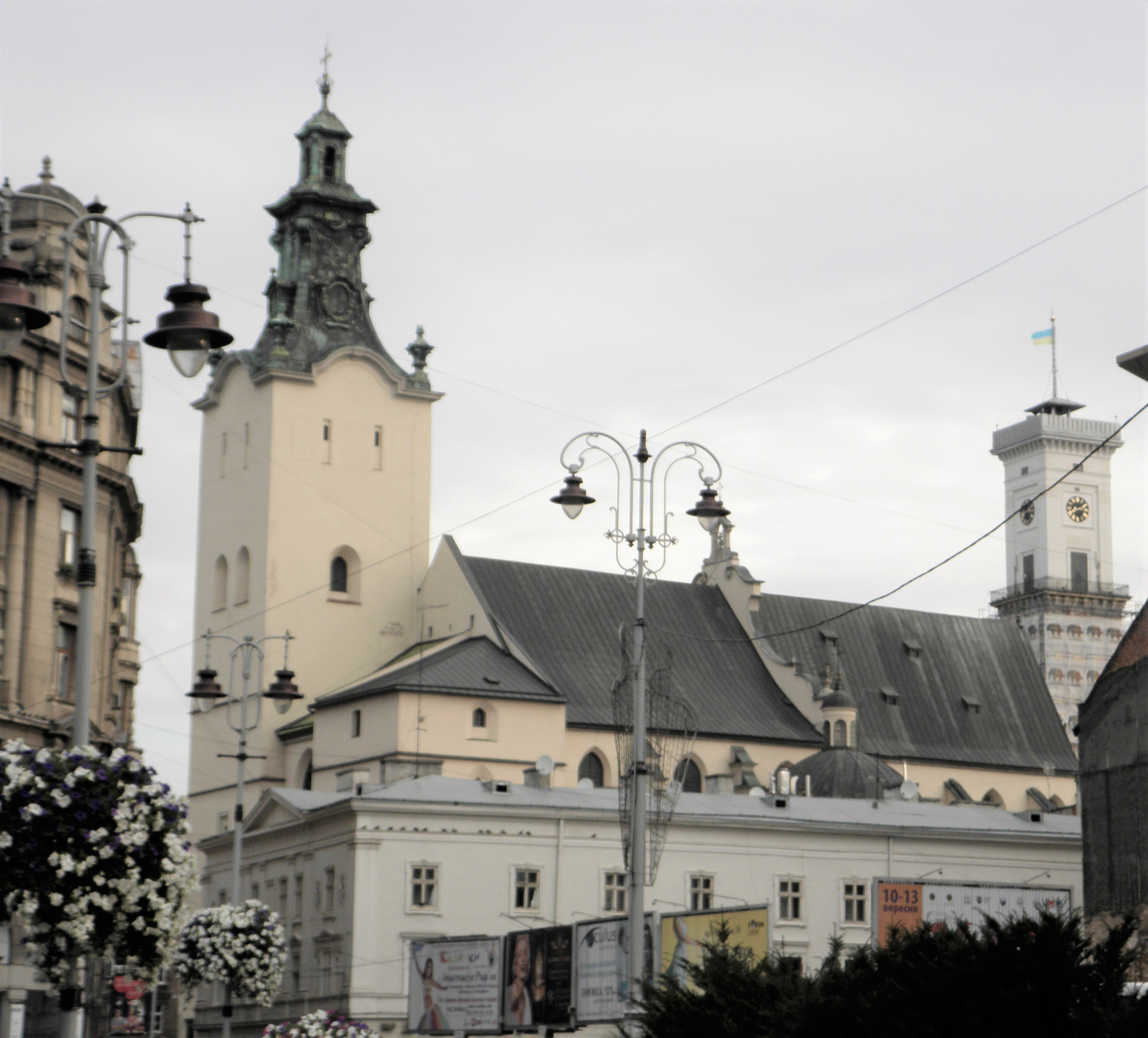
L'extérieur.
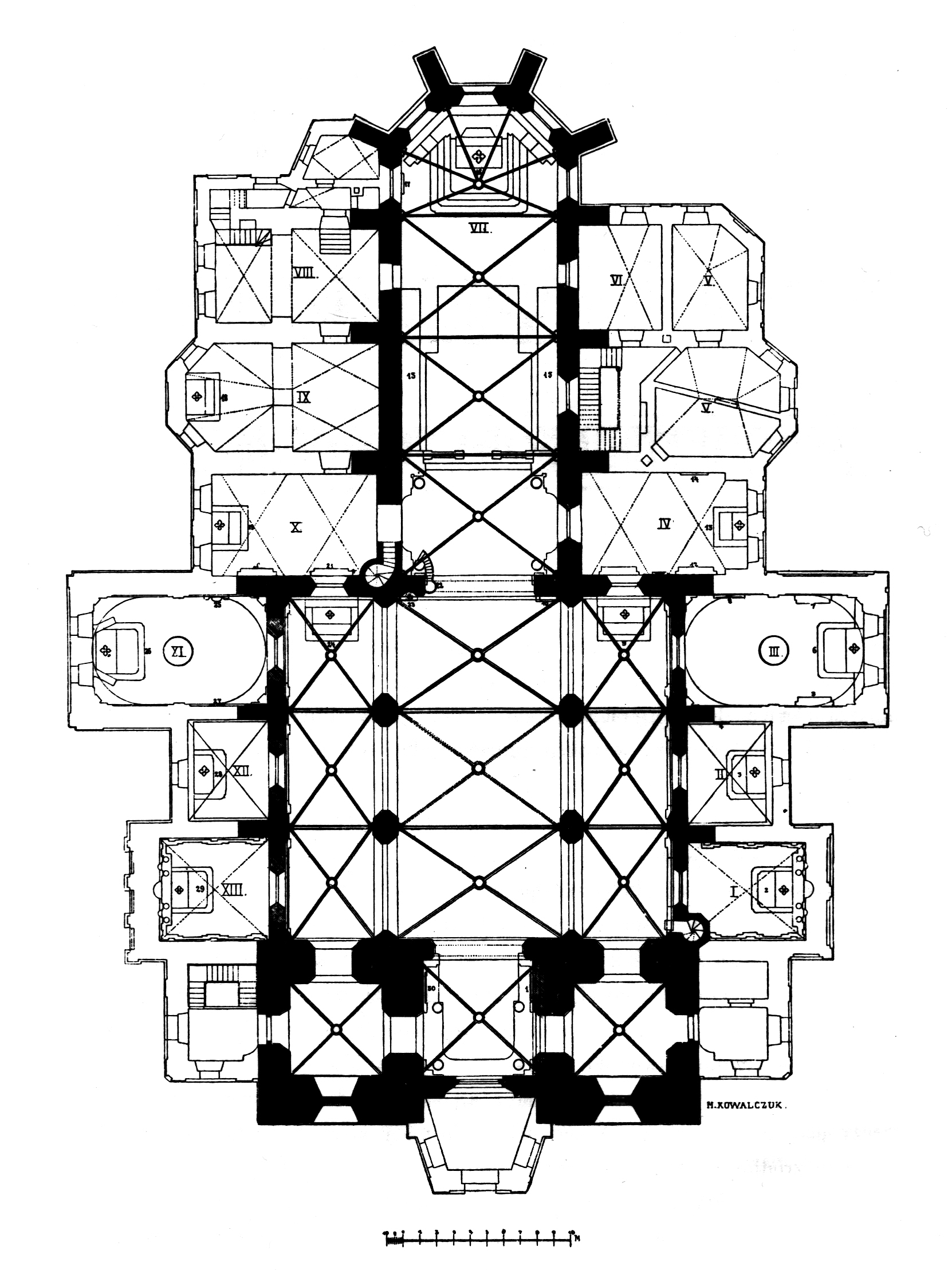
Plan, fin XIXe siècle.
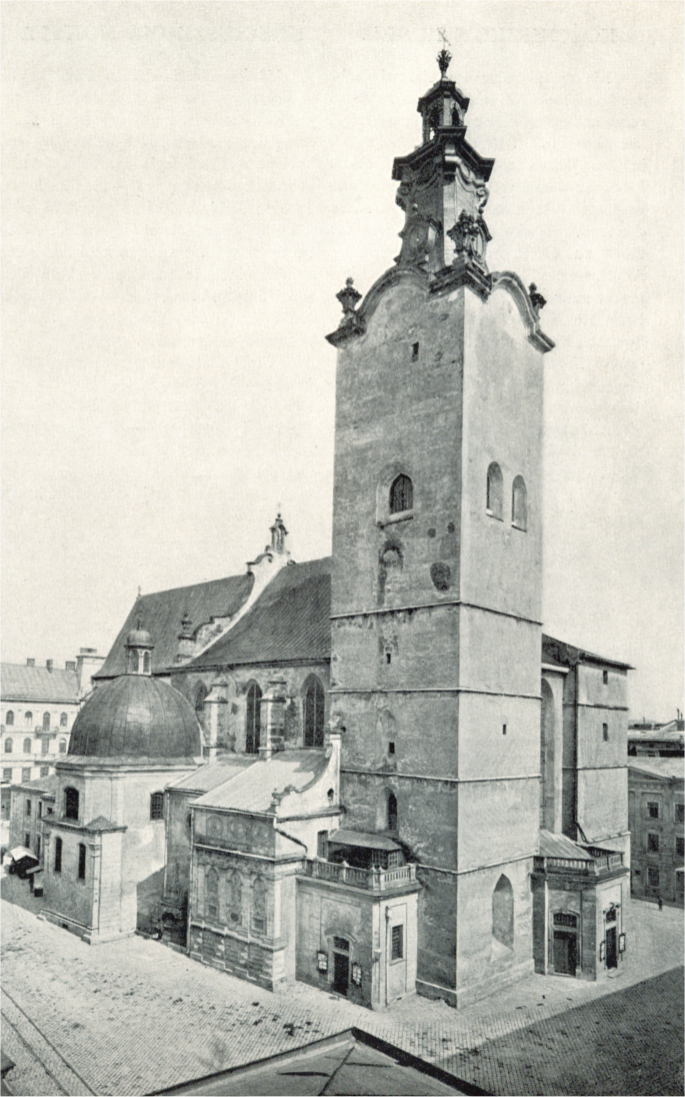
Photographie de 1898.
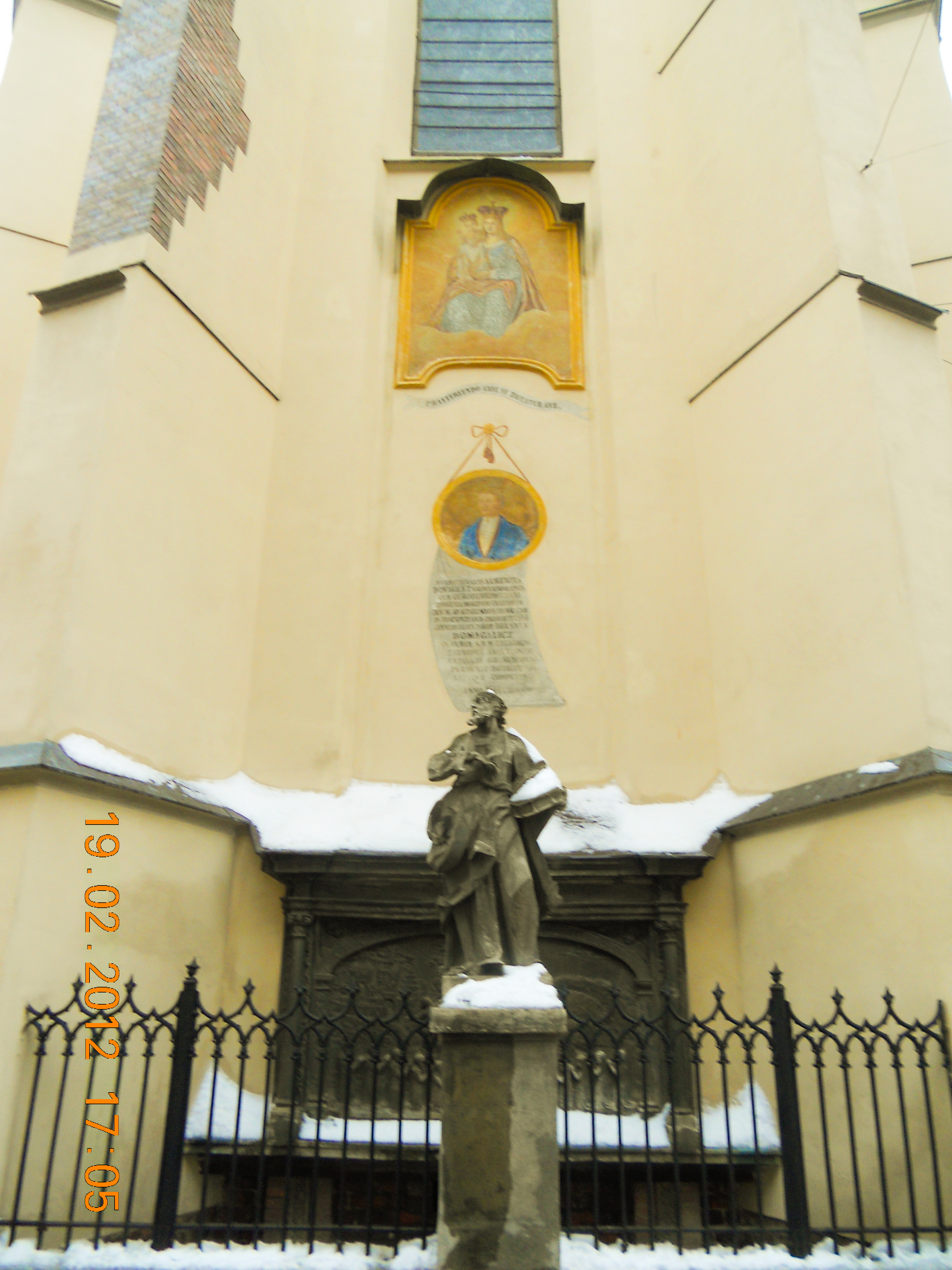
Chapelle de la famille Domagalitch,
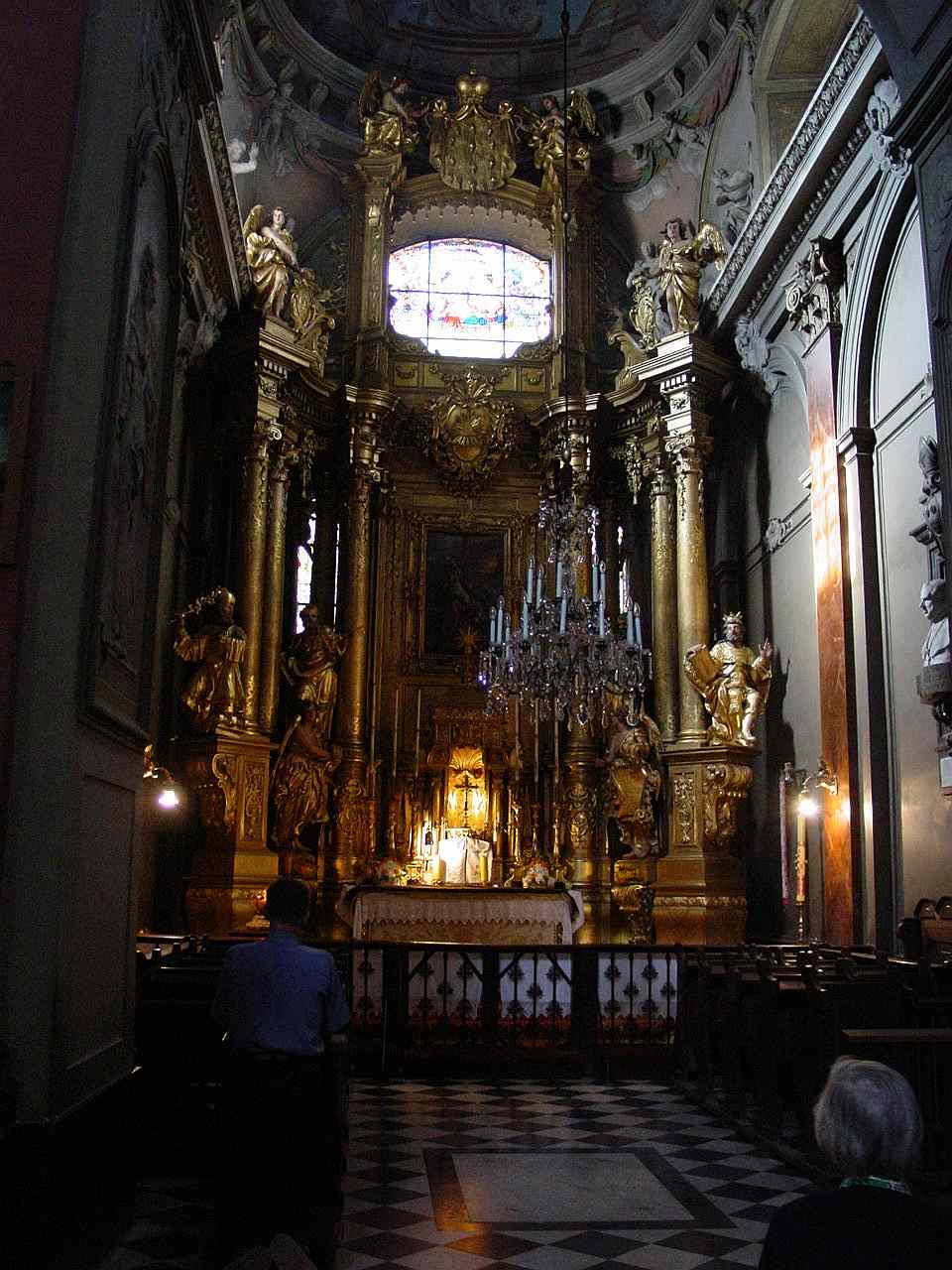
Chapelle de la famille Vychnivets,
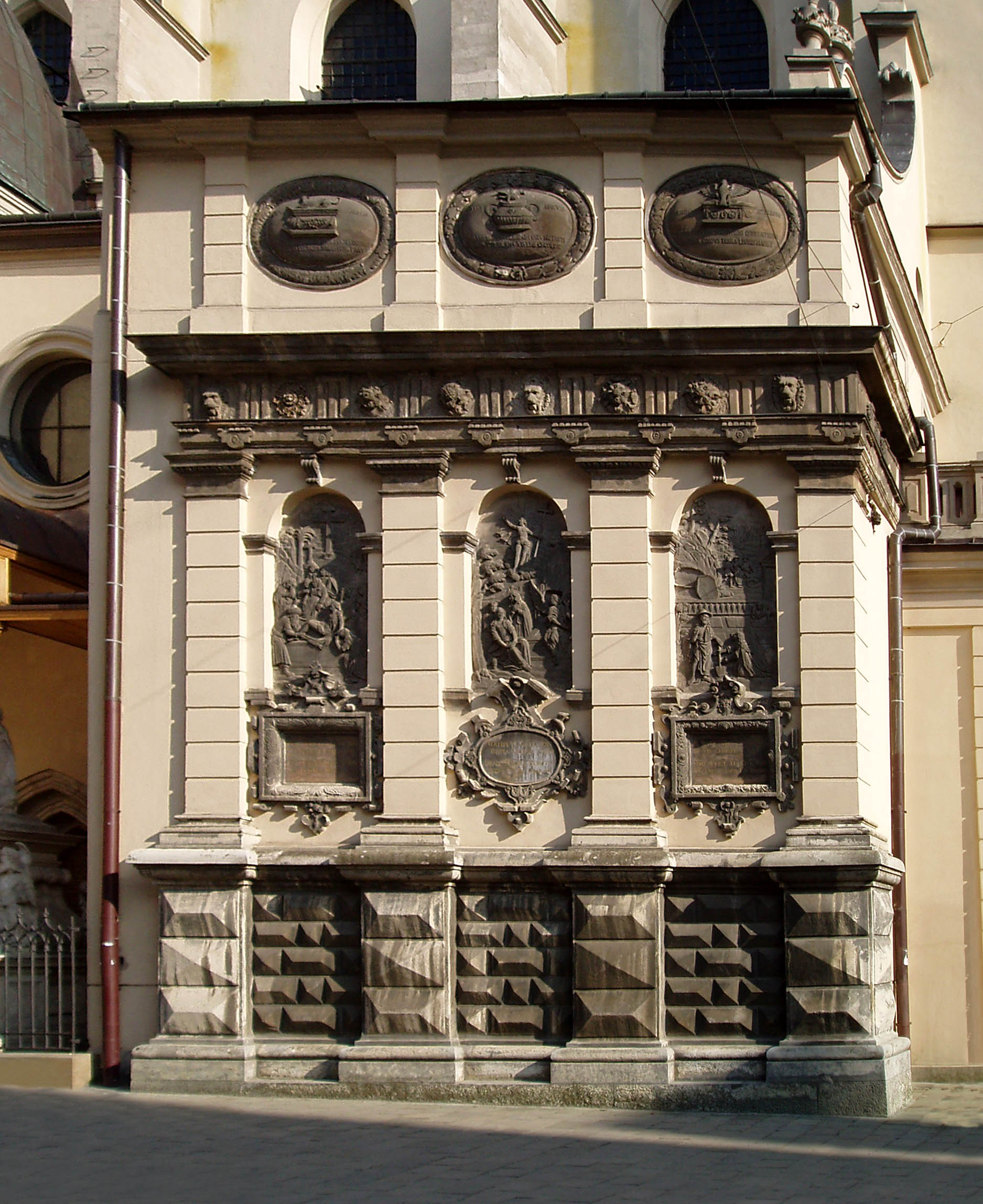
Chapelle de la famille Campian, extérieur,classée
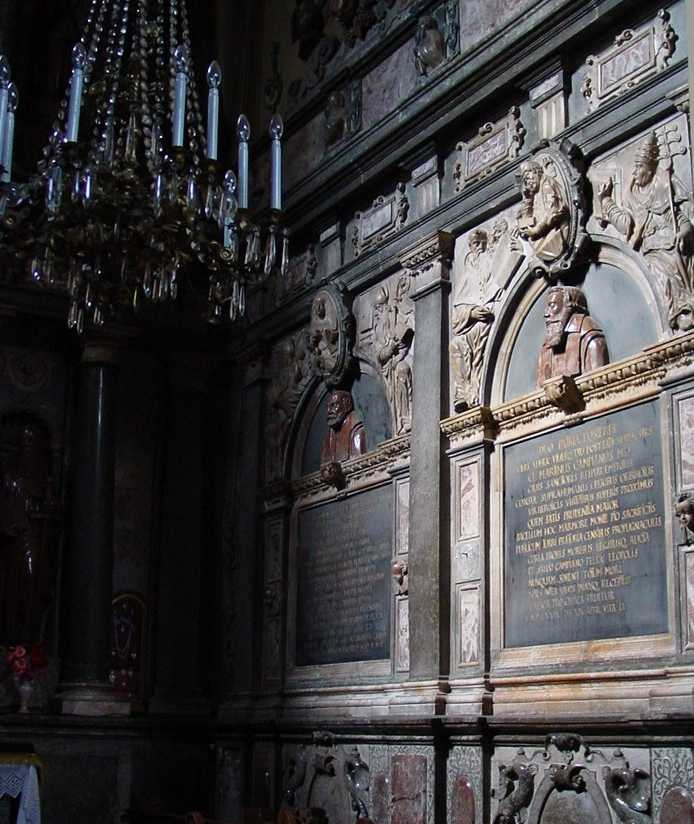
Intérieur, patrimoine d'intérêt national.
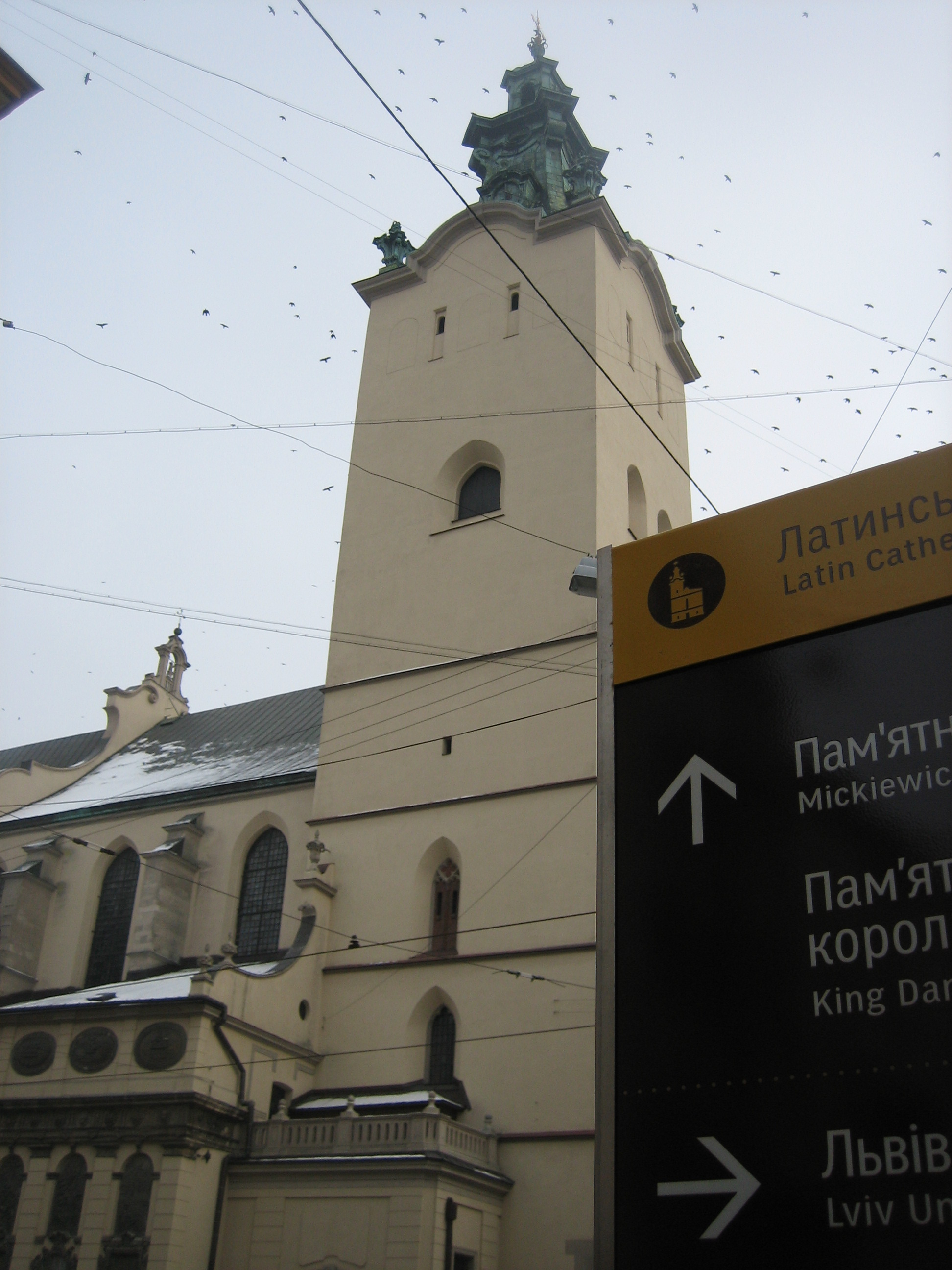
Arrivée à la cathédrale